# Christian Zinsser
Christian Zinsser (* 26. Dezember 1907 in Bärenstein; † 12. März 1993 in München) war ein deutscher Diplomat in der Zeit des Nationalsozialismus und in der Bundesrepublik.

## Leben
Der Vater von Christian Zinsser war Pastor. Christian Zinsser studierte Rechtswissenschaft und trat am 15. August 1927 in die NSDAP (Mitgliedsnummer 66.421) sowie den NSDStB ein. Am 1. Juni 1929 trat Zinsser aus der NSDAP aus, legte 1930 sein erstes Staatsexamen ab und wurde im Februar 1931 Assessor in der sächsischen Gerichtsverwaltung.
Ab 1932 war Zinsser mit Wohnsitzen in Leipzig und Dresden gemeldet. Am 20. Juni 1932 trat Zinsser wieder in die nationalsozialistischen Organisationen ein, im Frühjahr 1932 war er vom Dienst in der sächsischen Gerichtsverwaltung freigestellt worden, um in Rom den NSDStB bei der faschistischen Gruppi Universitaria Fascisti zu vertreten.
1935 machte Zinsser die zweite juristische Staatsprüfung. Am 1. April 1936 wurde Zinsser Attaché beim Auswärtigen Amt, legte 1937 die diplomatisch konsularische Prüfung ab und war im auswärtigen Einsatz tätig.
Zinsser war bis 1939 an der Botschaft des Deutschen Reichs in Warschau akkreditiert. Am 19. Dezember 1939, nach der Versenkung der Admiral Graf Spee war Zinsser in Montevideo, als sich Hans Langsdorff erschoss. Zinsser wurde zum außerordentlichen Gesandten und bevollmächtigten Minister des Deutschen Reichs in Mittelamerika ernannt. Zinssers Konsul in Tegucigalpa, Roberto Motznach, beging nach einem Streit mit Zinsser Selbstmord. Sein Geschäftsträger in San Salvador Richard von Heynitz war zwei Tage verschwunden, als er auf einer einsamen Straße erschossen aufgefunden wurde.
Am 22. März 1941 erklärte Jorge Ubico Castañeda Zinsser zur Persona non grata. Zinsser wurde am 16. April 1941 nach Shanghai versetzt, von wo Attaché Franz Ferring im Mai 1941 an Bord des japanischen Dampfers Asama Maru nach Los Angeles mit der Bahn und dem Flugzeug nach Guatemala-Stadt fuhr, um Zinssers Posten zu übernehmen. Christian Zinsser traf am 2. Juni 1941 in Shanghai ein. Im neu eröffneten Generalkonsulat vertrat er Martin Fischer als Leiter, als dieser zwischenzeitlich geschäftsführender Botschafter war.
Am 1. September 1945 wurde Zinsser von der Roten Armee in der Changchun Mandschurei bei der Operation Auguststurm festgesetzt. Am 12. April 1950 wurde Zinsser verhaftet und am 28. Oktober 1950 zu 25 Jahren Gulag verurteilt. Am 1. August 1953 wurde Zinsser in das Lager 10. verlegt.
Zinsser kam mit der Heimkehr der Zehntausend am 15. Dezember 1955 am Bahnhof Zoo an. Zinsser wurde 1957 als Legionsrat zweiter Klasse in den auswärtigen Dienst der Bundesrepublik Deutschland aufgenommen. Hier erreichte er den Grad des Generalkonsuls. Er war im Nahost-Referat der Ostabteilung beschäftigt, als Gesandtschaftsrat in Teheran anschließend wurde er nach Portugal gesandt. 1969 wurde er zum Generalkonsul in Porto Alegre ernannt und 1972 in den Ruhestand versetzt.